# Pháo kích trường tiểu học Cai Lậy
Thảm sát trường tiểu học Cai Lậy hay Pháo kích Cai Lậy là một vụ pháo kích vào trường tiểu học tại thị trấn Cai Lậy, tỉnh Định Tường, Việt Nam vào năm 1974 mà Chính phủ Hoa Kỳ gọi là "[...] chiến dịch khủng bố của Việt Nam Dân chủ Cộng hòa [...] pháo kích vào một trường tiểu học tại Cai Lậy vào ngày 9 tháng 3. Theo Hoa Kỳ, đã có 32 học sinh tử vong và 55 học sinh khác bị thương".

## Diễn biến
Để giảm áp lực của quân đội Việt Nam Cộng hòa vào khu vực Trị Pháp, Mặt trận B-2 ra lệnh cho Quân khu 9 (khu vực Hậu Giang) mở một loạt các đợt tấn công khắp nơi đồng thời chuẩn bị tăng viện cho khu vực này, tấn công ở khu vực đồng bằng sông Cửu Long là một biện pháp.
Về số người chết và bị thương, các tài liệu không đồng nhất:
- Giết chết 34, làm bị thương trên 70, theo tướng Lâm Quang Thi.[2]
- 32 học sinh chết và 55 bị thương, theo thông tin của Bộ Ngoại giao Hoa Kỳ.[1]

## Trong văn nghệ
Nhạc sĩ Anh Bằng (lời bài hát là do thầy Đáng, nhà ở đường xuống Bến cát cách trường THCĐ Cai lậy 1 km, dạy Pháp văn và Anh văn viết) có viết bài hát nhằm "tố cáo cộng sản pháo kích dã man vào trường tiểu học ở Cai Lậy", có đoạn lời như sau:
Hỡi bé thơ ơi, sao tội tình gì em lại bỏ đi, em lại bỏ đi 
Kìa thầy giảng bài tình thương trong lớp,
Bạn bè còn ngồi chăm chỉ lắng nghe 
Sao em vội bỏ mái trường ngày xưa thân mến, vội bỏ ra đi... 
Vụ trên còn được nhắc lại trong hồi ký Tù binh và hòa bình của nhà văn Phan Nhật Nam, viết năm 1974.